# Zahra Lachguer
Zahra Lachguer (née le 8 juin 1978) est une athlète marocaine, spécialiste du 400 mètres haies.

## Biographie
Elle remporte le titre du 400 mètres haies lors des championnats d'Afrique 2002, à Radès, dans le temps de 57 s 91. 

## Palmarès
| Date | Compétition                                   | Lieu        | Résultat | Épreuve           | Performance   |
| ---- | --------------------------------------------- | ----------- | -------- | ----------------- | ------------- |
| 1997 | Jeux panarabes                                | Amman       | 2e       | 400 m haies       | 60 s 13       |
| 1997 | Jeux panarabes                                | Amman       | 2e       | Lancer du javelot | 38,76 m       |
| 1998 | Championnats d'Afrique                        | Dakar       | 5e       | 400 m haies       | 57 s 41       |
| 1999 | Jeux panarabes                                | Amman       | 1re      | 400 m haies       | 60 s 62       |
| 1999 | Jeux panarabes                                | Amman       | 1re      | 4 × 400 m         | 3 min 43 s 50 |
| 1999 | Championnats d'Afrique des épreuves combinées | Alger       | 3e       | Heptathlon        | 4 715 pts     |
| 2002 | Championnats d'Afrique                        | Radès       | 1re      | 400 m haies       | 57 s 91       |
| 2004 | Championnats d'Afrique                        | Brazzaville | 3e       | 400 m haies       | 57 s 12       |
| 2004 | Jeux panarabes                                | Alger       | 3e       | 400 m haies       | 58 s 20       |
| 2004 | Jeux panarabes                                | Alger       | 3e       | Heptathlon        | 4 965 pts     |

### Records
| Épreuve     | Performance | Lieu        | Date            |
| ----------- | ----------- | ----------- | --------------- |
| 400 m haies | 57 s 12     | Brazzaville | 16 juillet 2004 |